# The Witcher: Monster Slayer
The Witcher: Monster Slayer ist ein Augmented-Reality-Rollenspiel, welches vom polnischen Mobil-Entwicklerstudio Spokko, das zur CD-Projekt-Gruppe gehört, entwickelt wurde. Das Spiel wurde am 21. Juli 2021 weltweit für Android und iOS veröffentlicht. Das Spiel wurde am 30. Juni 2023 außer Betrieb genommen.

## Spielmechanik

### Spielwelt
Im Spiel übernimmt man die Rolle eines Hexers. Die Spielwelt ist dabei ein Abbild der realen Welt, die durch Google Maps unterstützt wird. Der Spieler muss sich dabei ähnlich wie z. B. in Pokémon Go in der echten Welt bewegen, um sich in der Hexer-Spielwelt zu bewegen. Der Standort wird durch die Ortungsfunktion des jeweiligen Endgerätes übernommen. Auf der Spielwelt findet der Spieler allerlei Monster, Kräuter oder Aufträge. Je nach Topographie sowie Tages- oder Nachtzeit trifft man auf unterschiedliche Objekte.

### Kämpfe
Wenn man auf ein Monster trifft, welche sich in der Nähe des Spielers befindet, kann man es berühren. Dadurch startet man einen Kampf. Bei dem man mit dem Schwert, Magie oder Bomben, das jeweilige Monster töten muss. Zur Unterstützung bei Kämpfen kann man Öle für die Schwerter, Tränke für den Hexer oder Bomben herstellen.

### Handlung
Neben einzelnen Kämpfen kann man auch auf Charaktere treffen, die dann zu kleinen Quests führen. Bei diesen macht man sich z. B. auf die Suche nach einem entflohenen Pferd oder einem Dieb mit gestohlener Tasche, was zu weiteren Kämpfen führt. Dazu muss man sich dann tatsächlich in der realen Welt zum Questmarker bewegen.

## Rezeption
Das Spiel erhielt nach seiner Veröffentlichung überwiegend positive Rezensionen von Kritikern mit einem aggregierten Ergebnis von 72 aus 100 Punkten auf Metacritic.
Innerhalb von nur drei Tagen erreichte das Spiel allein im Google Play Store bereits über eine halbe Million Downloads.